# Prasinocyma inturbida
Prasinocyma inturbida är en fjärilsart som beskrevs av Louis Beethoven Prout 1924. Prasinocyma inturbida ingår i släktet Prasinocyma och familjen mätare. Inga underarter finns listade i Catalogue of Life.